# Hoya subglabra
Hoya subglabra är en oleanderväxtart som beskrevs av Rudolf Schlechter. Hoya subglabra ingår i släktet Hoya och familjen oleanderväxter. Inga underarter finns listade i Catalogue of Life.